# 棘甲龍屬
棘甲龍屬（學名：Acanthopholis）是甲龍亞目結節龍科下的一種恐龍，生活於上白堊紀的英格蘭，約1億年前，相當於森諾曼階。棘甲龍的鱗甲由橢圓形甲片組成，水平地排列於皮膚上，在頸部、肩膀有尖刺延伸出，沿者脊椎排列。牠們是四足的草食性恐龍。牠的大小估計約為3到5.5公尺長，體重接近380公斤。

## 發現與分類歷史
在1865年，以挖掘、販賣化石為工作的John Griffiths，在英格蘭肯特郡的福克斯頓一處海岸，發現這些恐龍化石、皮內成骨。他將這些化石賣給治金學學者John Percy，再轉手賣給古生物學家托馬斯·亨利·赫胥黎（Thomas Henry Huxley），赫胥黎雇用Griffiths在該地繼續挖掘。儘管該挖掘地點是位在潮間帶，挖掘難度高，他們仍在該地出土其他化石，包含部份腦殼及一些顱後身體骨骼。
在1867年，托馬斯·亨利·赫胥黎這將這化石命名為恐怖棘甲龍（學名Acanthopholis horridus）。屬名在古希臘文意思是「尖刺的鱗片」，意指這種恐龍的鱗甲形狀；種名在拉丁文則意為「可怕的」。在1890年，亞瑟·史密斯·伍德沃德（Arthur Smith Woodward）提出pholis是陰性字根，所以將種名修改為相對應的horrida。
全模標本（編號GSM 109045-GSM 109058）包含三顆牙齒、一個頭蓋骨基部、一個背部脊椎骨、已及一些尖刺與鱗甲。標本發現於英格蘭的劍橋海綠石沙，地質年代約1億年前，相當於阿爾布階至森諾曼階之間，但由於地質活動影響，可能有較古老岩石侵入至該挖掘地點。
在1869到1871年之間，哈利·絲萊（Harry Govier Seeley）命名數個新種：A. macrocercus、A. platypus、A. stereocercus、以及A. eucercus。在1878年，絲萊命名A. tanyspondylus，隔年建立為獨立屬優尾龍。另外，絲萊將A. stereocercus改歸類於棄械龍的新種Anoplosaurus major。
在1902年，法蘭茲·諾普喬（Franz Nopcsa）提出新分類法，認為棘甲龍、棄械龍是同種動物，並將棄械龍的兩個種Anoplosaurus curtonotus、A. major都改歸類成棘甲龍的兩個種。在1879年，絲萊將A. macrocercus建立為新屬Syngonosaurus。在1956年，Friedrich von Huene將A. platypus改歸類於大尾龍。
在1999年，有些學者重新研究棘甲龍的化石，認為棘甲龍的所有種都是個可疑名稱，這是因為目前資料只能證明牠屬於結節龍科，但其他所知有限。棘甲龍的標本通常是關節脫離、破碎狀態；其中的某些化石，很難辦認是否屬於甲龍類。他們也發現絲萊在研究棘甲龍時，曾將兩個標本命名為"A. hughesii"、"A. keepingi"，這兩個種名目前都是無效名稱。
當赫胥黎命名棘甲龍時，將棘甲龍歸類於腿龍科。在1923年，法蘭茲·諾普喬將期歸類於個別的棘甲龍科（Acanthopholidae）。目前研究多把棘甲龍歸類於甲龍亞目的結節龍科。

## 外部連結
- The Dinosaur Encyclopaedia （页面存档备份，存于）